# DemNet
DemNet (2011) este un roman science fiction al autorului român Dan Doboș. Cartea reprezintă o continuare a povestirii "Îngeri, ieșiți din morminte!".

## Intriga
În viitor, totul ajunge să fie controlat prin intermediul spațiului virtual - pentru bani există UniTrez, pentru sănătate există NanoSan care îi face pe oameni aproape nemuritori. Următorul pas îl reprezintă implicarea tuturor oamenilor în procesul legislativ prin intermediul rețelei DemNet, a cărei aprobare necesită un referendum.
Igor Lemme este un jurnalist care nu vede în DemNet un semn al progresului, ci un pas spre controlul absolut din partea Triumviratului Întunericului și o modalitate de a păstra omenirea într-o stare de lâncezeală și lipsă de progres. Prin intermediul unui ziar aflat în afara controlului legii, el luptă împotriva sistemului mondial și face propagandă anti-DemNet. În cele din urmă, lupta sa îi atrage adversitatea reprezentanților legii, care vor să îl suprime.
Scăpând cu viață dintr-un atentat, Lemme pleacă să îi întâlnească pe cei despre care crede că fac parte din Triumviratul Luminii: Varley - Judecător al Orbstiției și cel care l-a grațiat în urma Revoltei Îngerilor; Temuro - decanul CBA și cel care a educat-o pe Kaate, misterioasa fată care îl însoțește pe Lemme; Deavey-Pitt - patronul companiei He3. Urmărit continuu de forțele de ordine, Lemme reușește să îi întâlnească pe fiecare doar pentru a afla că el nu a fost decât o marionetă în mâinile lor. Cei trei au dorit ca el să distrugă credibilitatea sistemului DemNet, astfel încât omenirea să accepte conducerea lor în ceea ce reprezintă un secret păzit u strășnicie: contactul cu civilizațiile extraterestre a căror prezență a fost depistată de Deavey-Pitt în apropierea sistemului solar.

## Lista personajelor
- Igor Lemme - fost Înger, devenit editor ascuns al celui mai popular ziar din lume, Now
- Kaate Varley - aparent fiica procurorului William Varley, se dovedește că a fost creată din ADN-ul fostei iubite a lui Lemme, Linda, și din cel al mamei lui Lemme
- Maxie - catog, animal de companie și de pază a lui Lemme
- William Varley - Judecător al Orbstiției, cel care i-a judecat pe participanții la Revolta Îngerilor
- José Temuro - decanul CBA
- George Deavey-Pitt - patronul companiei He3
- Linda - fosta iubită a lui Lemme, participantă la Revolta Îngerilor, condamnată de Varley la un proces de îmbătrânire accelerată
- Ingmar Lendhardsen - șeful forțelor de securitate
- Laura - personalitate simlată, creată de Lemme pentru a-i aminti de Linda
- Carmen Lee - acturvă din Dreamland
- Constace Grey - lidera facțiunii din Senat care se opunea DemNet-ului
- Rodomonti, Krentz și Johnson - senatori care vor să impună DemNet și despre care Lemme crede că fac parte din Triumviratul Întunericului
- Arthur "Artie" Ohanesian - procurorul lui William Varley
- Cho - profesoară la CBA, administratoarea cuantelor de iubire
- Tom, Tom-Tom și Tom-Tom-Tom - maxwellieni din Chabilla
- Stephan Brenkert - unul dintre primii coloniști din Chabilla
- Ura Shimaya - artistă maxwelliană
- Keysha Alltington - maxwelliană care a luptat pentru eliminarea tuturor stimulentelor din Ameropa
- frații Trumm - gemeni care au refuzat să se supună Îmbunătățirilor Obligatorii, pentru a rămâne la fel
- Matsumo - negustor care i l-a vândut lui Lemme pe Maxie

## Opinii critice
Cătălin Badea-Gheracostea apreciază scrisul "uniform, fără schimbări de ritm, dar și fără stridențe sau măcar disonanțe", considerând că valoarea literară a romanului "este un semn foarte bun pentru volumele următoare". La rândul său, Michael Haulică vede în DemNet "un roman amplu, complex, plin de idei, despre oameni și despre omenire, un roman ecranizabil", considerând că "va fi best-sellerul acestui deceniu".
În anul 2011, romanul a fost recompensat cu Premiul FanSF pentru cel mai bun roman SF românesc al anului 2011.

## Continuări
Doboș are în plan două continuări pentru romanul DemNet: Chabilla, preconizat pentru anul 2013 și Heetry, preconizat să apară în 2015.